# El sueño de una noche de verano (Mendelssohn)
El sueño de una noche de verano (en alemán, Ein Sommernachtstraum) es una obra musical escrita por el compositor Felix Mendelssohn, basada en la obra de teatro del mismo nombre escrita por el dramaturgo inglés William Shakespeare. 
Mendelssohn compuso la obra musical en diferentes momentos de su vida. Entre el 8 de julio y el 6 de agosto de 1826, cuando su carrera estaba comenzando. La obertura de concierto op. 21 se estrenó en Szczecin el 20 de febrero de 1827. En 1842, años antes de su muerte, escribió la música incidental (op. 61) para una producción de la obra de teatro, en la que incorporó la obertura existente. Incluye la famosa Marcha nupcial.

## Obertura

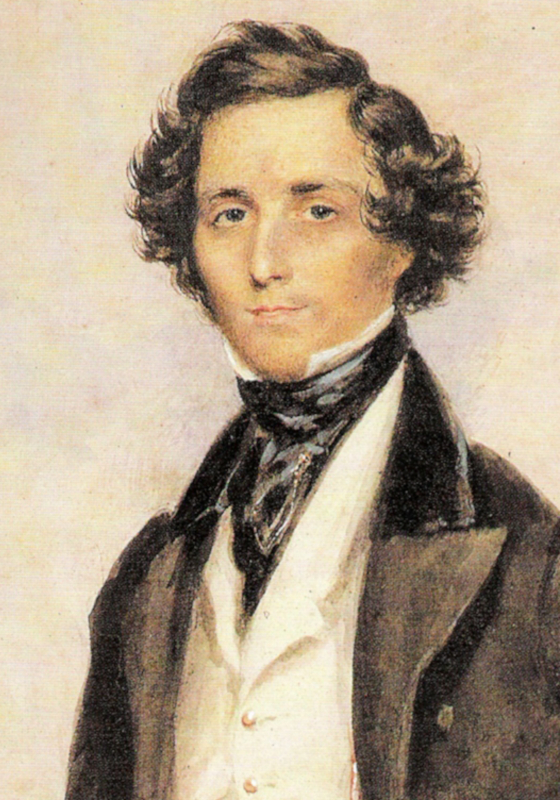
La obra de Felix Mendelssohn está basada en la obra de teatro del mismo nombre escrita por el dramaturgo inglés William Shakespeare.

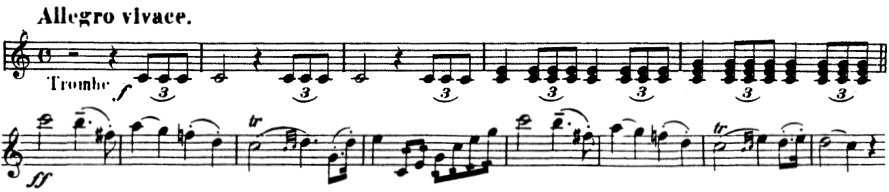
Compases iniciales de la partitura de la Marcha nupcial.

La obertura, op. 21, fue terminada por Mendelssohn el 6 de agosto de 1826, cuando tenía 17 años y 6 meses de edad. Fue escrita como una obertura de concierto, no asociada con ninguna representación teatral, después de que el compositor leyera la traducción al alemán de la obra de Shakespeare en 1826. La traducción fue realizada por August Wilhelm von Schlegel, con ayuda de Ludwig Tieck. Existía una conexión familiar entre ellos: el hermano de Schlegel, Friedrich, estaba casado con Dorothea, tía de Felix Mendelssohn.
A pesar de que la pieza tiene una atmósfera romántica, la obertura incorpora muchos elementos clásicos, tiene la estructura de forma sonata y está formada por expresiones regulares y transiciones armónicas. La pieza también destaca por sus asombrosos efectos instrumentales, como la emulación del correteo de los "pies de hadas" al comienzo y el rebuzno de Nick Bottom como el de un asno (efectos que estaban influidos por las ideas estéticas y sugerencias del amigo de Mendelssohn en aquella época, Adolf Bernhard Marx).
La obertura comienza con cuatro de los acordes más evocadores en música. Heinrich Eduard Jacob, en su biografía del compositor, afirma que había garabateado los acordes después de oír el crujido de las hojas con la brisa de la tarde en el jardín de la casa de su familia.
Después del primer tema que representa a las hadas danzantes, hay una transición (la música real de la corte de Atenas) que conduce al segundo tema, el de los amantes. La exposición finaliza con un grupo final de temas que sugieren las llamadas de los artesanos y los cazadores. Las hadas dominan la mayoría del desarrollo de la sección y en última instancia tienen la última palabra en la coda, tal como ocurre en la obra de Shakespeare.
La obertura fue estrenada en Szczecin (en la actual Polonia) el 20 de febrero de 1827, en un concierto dirigido por Carl Loewe. Mendelssohn había cumplido los 18 años apenas dos semanas antes. Había viajado 80 millas a través de una furiosa tormenta de nieve para asistir al concierto, que era su primera aparición en público. Loewe y Mendelssohn también aparecieron como solistas en el Concierto en la♭ mayor para 2 pianos y orquesta de Mendelssohn y éste apareció solo en el Konzertstück de Carl Maria von Weber. Después del intermedio, se unió a los primeros violines para representar la Novena Sinfonía de Ludwig van Beethoven.
La primera representación de la obertura en Gran Bretaña fue dirigida por el propio Mendelssohn el 24 de junio de 1829 en el Argyll Rooms de Londres, en un concierto benéfico para las víctimas de las inundaciones en Silesia. Fue interpretada por una orquesta que había sido reunida por George Smart, amigo de Mendelssohn.

## Música incidental
Mendelssohn escribió la música incidental, op. 61, para El sueño de una noche de verano en 1842, 16 años después de haber escrito la obertura. Fue escrita como un encargo del rey Federico Guillermo IV de Prusia. Mendelssohn era en ese momento director musical de la Real Academia de las Artes y de la Orquesta de la Gewandhaus de Leipzig. Una exitosa representación de la Antígona de Sófocles el 28 de octubre de 1841 en el New Palace de Potsdam, con música de Mendelssohn (op. 55) hizo que el Rey le pidiera más música suya, ya que lo divertía especialmente. El sueño de una noche de verano fue producida el 14 de octubre de 1843, también en Potsdam. El productor fue Ludwig Tieck. La obra fue seguida de música incidental para el Edipo en Colono de Sófocles (Potsdam, 1 de noviembre de 1845; publicado póstumamente como op. 93) y Atalía de Jean Racine (Berlín, 1 de diciembre de 1845; op. 74).
La obertura op. 21, compuesta originalmente como una pieza independiente 16 años antes, fue incorporada en la música indicental op. 61 como su obertura y fue el primero de sus 14 números. También hay secciones vocales y otras son movimientos puramente instrumentales, incluyendo el Scherzo, Nocturno y la Marcha nupcial. Los números vocales incluyen el Lied mit Chor (Canción con coro) "Kommt, einen Ringel!" y los melodramas "Über Táler und Höhn", "Was du wirst erwachend sehen", "Welch hausgebackenes Volk" y "Sei, als wäre nichts geschehn", que sirven para realzar el texto de Shakespeare.
El primer acto se representa sin música. El Scherzo, con su animada partitura y dominado por vientos parladores y cadenas de danzantes, actúa como un intermezzo entre los actos I y II. El Scherzo conduce directamente al primer melodrama, un pasaje de texto hablado sobre música. La llegada de Oberón es acompañada por una marcha de hadas, interpretada con triángulo y platillos.
La pieza vocal Lied mit Chor (Canción con coro) "Kommt, einen Ringel!" abre la segunda escena del segundo acto, que termina con el Intermezzo que llega al final de dicho acto. El acto III incluye una pintoresca marcha para la entrada de los artesanos, acompañando esta acción con la música de la obertura. El Nocturno incluye un solo de trompa doblado por fagotes y acompaña a los amantes durmientes entre los actos III y IV. Hay un único melodrama en el acto IV. Éste concluye con una repetición del Nocturno para acompañar el sueño de los amantes mortales. El intermezzo entre los actos IV y V es la famosa Marcha nupcial, probablemente la pieza más popular de la música compuesta por Mendelssohn.
El acto V contiene más música que los otros, para acompañar el banquete de bodas. En él hay una breve fanfarria para trompetas y timbales ("Was dies bedeuten soll"), una parodia de la marcha fúnebre, y una danza Bergamask ("Ein Tanz von Rüpeln"). La danza usa el rebuzno de Bottom de la obertura como principal material temático.
La obra tiene tres breves epílogos. El primero de ellos es introducido con una repetición del tema de la Marcha nupcial y la música de las hadas de la obertura. Después del discurso de Puck, se escucha el número musical final "Iluminad con luz refulgente toda la casa", con partitura para soprano, mezzosoprano y coro de mujeres. El famoso discurso de despedida de Puck "Si las sombras os hemos ofendido" es acompañado, cuando despunta el día, por los primeros cuatro acordes oídos en el comienzo de la obertura, cerrando el círculo completo de la obra.
Los movimientos puramente instrumentales (Obertura, Scherzo, Intermezzo, Nocturno y Marcha nupcial) son interpretados a menudo como piezas independientes en las representaciones en conciertos o en grabaciones. 

## Movimientos
- Obertura, Op. 21
- N.º 1 Scherzo
- N.º 2 Melodrama y Marcha de las Hadas: "Über Táler und Höhn".
- N.º 3 Lied mit Chor (Canción con coro): "Kommt, einen Ringel!"
- N.º 4 Melodrama: "Was du wirst erwachend sehen"
- N.º 5 Intermezzo
- N.º 6 Melodrama: "Welch hausgebackenes Volk"
- N.º 7 Nocturno
- N.º 8 Melodrama: "Sei, als wäre nichts geschehn"
- N.º 9 Marcha nupcial: "Hochzeitsmarch"
- N.º 10 Marcha fúnebre
- N.º 11 Ein Tanz von Rüpeln
- N.º 12 Reprise de la marcha nupcial
- Finale: "Bei des Feuers matten Flimmern"